# Centrum (album)
Centrum – drugi album studyjny polskiej grupy hip-hopowej Wzgórze Ya-Pa 3 wydany 7 kwietnia 1997 roku nakładem oficyny S.P. Records. Pierwsze wydawnictwo z udziałem nowych członków zespołu, Boryga i DJ-a Hansa, za to bez Radoskóra w składzie. Uzyskało ono nominację do nagrody Fryderyka w kategorii „najlepszy album rap/hip-hop”.
Pochodzący z albumu utwór pt. „Język polski” nagrany ze sławną śląską grupą hip-hopową Kaliber 44, znalazł się na 109. miejscu listy „120 najważniejszych polskich utworów hip-hopowych” według serwisu T-Mobile Music.

## Lista utworów
1. „A.G.R.O. stop” – 5:08
2. „Centrum” – 3:05
3. „Hip Hop” – 2:54
4. „Wzgórze na scenie” – 3:26
5. „Palenie II” – 3:54
6. „D.I.L.” – 4:49
7. „Przemoc” – 4:07
8. „Język polski” (gościnnie: Kaliber 44, Jajonasz, Radoskór) – 7:09
9. „Zalegalizować” – 3:51
10. „P.A.R.K.” – 3:43
11. „Czekam” – 3:30
12. „Agro schody” – 5:58
13. „Wzgórze na scenie (V.O.L.T. remix)” – 3:47

## Twórcy
Opracowano na podstawie materiału źródłowego.

- Tomasz „Borygo” Borycki – wokal, słowa, produkcja, koncepcja artystyczna
- Wojciech „Wojtas” Schmidt – wokal, słowa, produkcja, skrecze
- Michał „Zajka” Łakomiec – wokal, słowa
- Marcin „DJ Hans” Tofil – wokal (1, 8, 12), słowa, produkcja, skrecze
- „Przybyłka” – miksowanie, mastering
- Andrzej Rajski – produkcja
- Michał Pastuszka – produkcja
- Tomasz Tamborski – inżynieria dźwięku
- Radosław „Radoskór” Kobuz – wokal (8), słowa (8)
- Michał „Joka” Marten – wokal (8), słowa (8)
- Marcin „Abradab” Marten – wokal (8), słowa (8)
- Piotr „Magik” Łuszcz – wokal (8), słowa (8)
- Rafał „Jajonasz” Łukaszczyk – wokal (8), słowa (8)
- Sebastian „V.O.L.T.” Imbierowicz – produkcja (13)
- M. Piwowarski – oprawa graficzna
- Michał Kaczkowski – zdjęcia